# Musée d'histoire naturelle d'Helsinki
Le Musée d'histoire naturelle d'Helsinki (finnois : luonnontieteellinen museo) anciennement musée zoologique de Finlande (finnois : eläinmuseo) est situé dans le centre de la ville d'Helsinki, capitale de la Finlande. Il est situé dans le quartier de etu-Töölö, non loin du parlement. Il est une des composantes du Musée d'histoire naturelle de Finlande.

## Histoire
Le bâtiment est conçu par deux Russes, le conseiller pédagogique V. V. Belevitch et l'architecte Lev Chichko en style néobaroque et inauguré en 1913.
De 1913 à 1917, il abrite le  lycée Aleksandre.
Le bâtiment est spacieux car ses promoteurs projetaient d'y accueillir une université russophone, mais la révolution russe et l'indépendance de la Finlande en 1917 mirent fin à ce projet. 
L'immeuble fut ensuite réquisitionné par les forces armées finlandaises pour y installer l'école des cadets.
Après le départ de l'armée, l'Université d'Helsinki le récupère pour y installer des collections zoologiques sans cesse croissantes, trouvant leur origine dans une donation en 1858 des sociétés savantes Societas pro Fauna et Flora Fennica à l'université. 
Le nouveau musée reçoit le nom de musée animalier, avant d'être renommé dans les années 1990.
Le bâtiment se fait trop étroit au tournant du siècle, et le département de zoologie de l'université qui y conservait encore ses bureaux déménage définitivement sur le campus de Viikki. 
Le 1er septembre 2005, le site de Kamppi est fermé pour une rénovation qui doit durer jusqu'en 2008 et les collections transportées à Vallila. Le centre de recherche sur les oiseaux, très actif dans le baguage des migrateurs, déménage également tout en restant lié administrativement au musée.

## Collections
Le musée compte 8 millions de spécimens, et est de très loin la principale collection zoologique du pays. Ce nombre s'accroît de dizaines de milliers d'unités chaque année, au gré des expéditions des scientifiques finlandais ou des dons du zoo d'Helsinki. On y trouve plus de 7,5 millions d'échantillons dans la division entomologie, 200 000 dans la division invertébrés (avec une nette prédominance de la faune présente en Finlande) et 75 000 dans la division vertébrés, avec comme pièce maîtresse un des très rares exemplaires entiers de rhytine de Steller, un mammifère marin aujourd'hui disparu.